# Toxura microps
Toxura microps är en tvåvingeart som beskrevs av Friedrich Georg Hendel 1914. Toxura microps ingår i släktet Toxura och familjen Pyrgotidae. Inga underarter finns listade i Catalogue of Life.